# Susana Dias
Susana Dias é considerada, junto com seu filho capitão André Fernandes a fundadora da cidade de Santana de Parnaíba.

## História
Nascida por volta de 1553, filha de Beatriz, uma indígena e Lopo Dias, um português, era neta do cacique Tibiriçá.
Susana fundou uma fazenda em 1580, à beira do rio Anhembi, atual Tietê, erguendo uma capela dedicada à Sant'Ana, de quem era devota. Estima-se que André Fernandes, tivesse dois anos nessa ocasião, mas o município foi instalado em 1625 sob sua influência ao ser desmembrado de São Paulo dos Campos de Piratininga.
Um de seus filhos, Baltasar Fernandes, foi um bandeirante e fundou a cidade de Sorocaba em 1654. Outro filho também bandeirante, Domingos Fernandes, fundou a cidade de Itu em 1610.